# David Bentley (Fußballspieler)
David Michael Bentley (* 27. August 1984 in Peterborough) ist ein ehemaliger englischer Fußballspieler.
Der vielseitig im Mittelfeld einsetzbare Spieler, der zumeist als Flügelspieler agiert, begann seine Karriere beim FC Arsenal. Dort kam er jedoch in der Profimannschaft nur selten zum Einsatz und wechselte nach zwei Ausleihperioden bei Norwich City und den Blackburn Rovers im Januar dauerhaft zu dem zuletzt genannten Klub. Bei den Rovers gelang ihm der Durchbruch und nach regelmäßigen Einsätzen für die U-21-Auswahl wurde er im Mai 2007 erstmals vor einem EM-Qualifikationsspiel in den Kader der englischen A-Nationalmannschaft berufen.

## Sportlicher Werdegang

### FC Arsenal
Bentley begann seine Karriere beim FC Arsenal als Stürmer und füllte dabei gelegentlich die Rolle des etwas zurückhängenden Angriffsspielers aus. Im weiteren Verlauf seiner Arsenal-Zeit wurde er immer mehr zu einem Mittelfeldspieler und belegte dabei zumeist die Außenpositionen. Er erhielt von dem Arsenal-Cheftrainer Arsène Wenger im Alter von nur 16 Jahren das Angebot mit der Profimannschaft zu trainieren und lief im Januar 2003 erstmals für die A-Mannschaft auf, als er beim 2:0-Sieg in einer Drittrundenbegegnung des FA Cups gegen Oxford United in der 77. Minute für Kolo Touré eingewechselt wurde. Beim 4:1-Sieg im Ligapokal gegen den FC Middlesbrough erzielte er im Januar 2004 mit einem spektakulären Heber sein erstes Tor, das ihm bei den Kritikern wohlmeinende Vergleiche mit dem ehemaligen Spitzenspieler Dennis Bergkamp einbrachte.
Dennoch lieh ihn die Arsenal-Vereinsführung für die gesamte Saison 2004/05 an den Ligakonkurrenten Norwich City aus. Dort kam Bentley auf insgesamt 26 Meisterschaftsspiele und zwei Tore. Nachdem er dabei aufgrund einer Verletzung ab Januar 2005 hatte pausieren müssen, kehrte er im April 2005 als Einwechselspieler zurück und war maßgeblich an dem 2:0-Sieg gegen Manchester United beteiligt. Der Verein stieg trotz einer guten Form zum Ende der Spielzeit aus der Premier League wieder ab und Bentley kehrte im Sommer 2005 zum FC Arsenal zurück. Dort bat er um die Freigabe für einen Wechsel, um auch künftig bessere Chancen auf einen Stammplatz in einer Mannschaft zu haben. Im Nachhinein gab Bentley an, „persönliche Probleme“ mit der fußballerischen Perspektive bei Arsenal zu diesem Zeitpunkt in seiner Karriere gehabt zu haben, die sich auch noch in die anschließende Saison 2005/06 erstreckten, als er an die Blackburn Rovers ausgeliehen wurde.

### Blackburn Rovers
Nach dem Ende der einjährigen Ausleihphase bei den „Canaries“ wurde Bentley mit mehreren Vereinen in Verbindung gebracht, darunter vor allem mit den Wolverhampton Wanderers. Stattdessen wurde er im August 2005 – wie bereits erwähnt – an die Blackburn Rovers ausgeliehen, wobei man sich im Januar 2006 vorzeitig für einen endgültigen Wechsels zu den Rovers entschied. Bereits in seinem ersten Spiel nach diesem Transfer schoss er seinen Verein in der Premier League mit drei Toren zu einem 4:3-Sieg gegen Manchester United und war damit der erste Spieler in der Geschichte der Premier League, dem dies gegen diesen Verein gelang. Im weiteren Verlauf war Bentley Stammspieler in der Mannschaft, die den sechsten Platz in der Meisterschaft belegte und damit die Qualifikation für den UEFA-Pokal sicherstellte.
In der Saison Spielzeit 2006/07 trat Bentley in der Premier League regelmäßig als Torschütze in Erscheinung, erzielte zudem im UEFA-Pokal aus über 20 Metern einen Treffer gegen Red Bull Salzburg und zog mit den Rovers in die Gruppenphase dieses Wettbewerbs ein. Dort schoss er wiederum den entscheidenden Treffer zum 2:1-Sieg bei Wisła Krakau in der letzten Minute. Aufgrund dieser guten Form wurde Bentley mit einem Wechsel zu einem Spitzenverein – allen voran mit Manchester United – in Verbindung gebracht, aber Bentley entschied sich am 27. Februar 2007 stattdessen für eine Vertragsverlängerung bei den Rovers bis zum Jahre 2011. Rovers-Trainer Mark Hughes beschrieb Bentley im Anschluss an dessen neue Vertragsunterzeichnung als „ein großartiges Talent mit einer großen Zukunft“ und auch der Vereinsvorsitzende John Williams betonte, dass Bentley „als einer der besten jungen Fußballspieler im Lande angesehen werde“. Bentley beendete die Saison mit sieben Toren, aber vor allem seine 13 Vorlagen betonten seinen zunehmenden Stellenwert als mannschaftsdienlicher Spieler. Dies brachte ihm zudem bei den Rovers-Anhängern die Wahl zum vereinsintern besten Spieler des Jahres ein.

### Tottenham Hotspur
Am 31. Juli 2008 wurde Bentley von dem Londoner Verein Tottenham Hotspur verpflichtet. Er unterschrieb einen Sechs-Jahres-Vertrag. Die Ablösesumme betrug 15 Millionen Pfund plus einer erfolgsabhängigen Zusatzprämie in Höhe von zwei Millionen Pfund. Am 16. August 2008 bestritt er für die „Spurs“ beim FC Middlesbrough (1:2) sein erstes Pflichtspiel und das Premierentor folgte gut einen Monat später im UEFA-Pokal gegen Wisła Krakau. Im Laufe der Zeit kam er seltener zum Einsatz und nach dem Abschluss der Saison 2008/09 mehrten sich Gerüchte über einen möglichen Wechsel zu Aston Villa, die sich jedoch als haltlos herausstellten.

### Birmingham City
In der Winterpause der Saison 2010/2011 wurde Bentley für den Rest der Spielzeit zu Birmingham City ausgeliehen. Sein erstes Spiel absolvierte er am 16. Januar beim 1:1 gegen Aston Villa über die gesamte Spielzeit.

### West Ham United
Am 31. August 2011 gab Tottenham Hotspur bekannt, dass Bentley für die Saison 2011/12 an West Ham United ausgeliehen werde. In der Winterpause kehrte er nach fünf Einsätzen vorzeitig zu seinem Stammverein zurück.

### FK Rostow
Am 6. September 2012 wurde Bentley bis Jahresende an den russischen Erstligisten FK Rostow ausgeliehen.

### Englische Nationalmannschaft
Bentley spielte sowohl in der englischen U-15- als auch in der U-16-Auswahlmannschaft. Das U-18-Nationalteam führte er gar als Kapitän an und er wurde später U-21-Nationalspieler, wo er acht Mal zum Einsatz kam und vier Tore schoss. Er war am 24. März 2007 beim Spiel gegen die U-21-Auswahl Italiens der erste Engländer, dem ein Tor im neuen Wembley-Stadion gelang.
Als Bentley nach einer guten Saison für die Blackburn Rovers am 25. Mai 2007 in einem Spiel der B-Auswahl Englands gegen Albanien von Beginn an zum Einsatz kam, verglich Steve McClaren sein Potential mit dem eines David Beckhams. In dieser Partie bereitete Bentley per Flanke das erste Tor von Stewart Downing vor und nachdem er auch an Downings zweitem Treffer zum 3:1-Sieg Englands beteiligt war, erhielt er im Anschluss die Ehrung zum „Man of the Match“. Bereits am darauf folgenden Tag erhielt er von McClaren die Nominierung in den 26-köpfigen Kader der A-Nationalmannschaft für das Freundschaftsspiel gegen Brasilien. Einen leichten Rückschlag erhielt seine Karriere jedoch im Vorfeld der U-21-Europameisterschaft in den Niederlanden, zu der er von Stuart Pearce berufen wurde. Bentley zog seine Teilnahme aufgrund der großen Belastung der abgelaufenen Saison zurück, auf die Pearce wiederum mit Vorwürfen reagierte, in denen er den Einsatzwillen Bentleys in Frage stellte. Diese Kontroverse um Bentleys Rückzug sorgte schließlich dafür, dass er von McClaren nicht für das Freundschaftsspiel der A-Nationalmannschaft gegen Deutschland berücksichtigt wurde.
Sein Debüt in der A-Nationalmannschaft gab er schließlich im EM-Qualifikationsspiel gegen Israel am 8. September 2007, als er wenige Minuten vor Spielende für Shaun Wright-Phillips eingewechselt wurde.

### Karriereende
Nach der Saison 2013/14 gab Bentley im Alter von nur 29 Jahren sein Karriereende bekannt.